# Glove on Fight
Glove on Fight là một trò chơi điện tử quyền anh doujin được phát hành năm 2002 bởi Watanabe Seisakujo (bây giờ là French-Bread). Đây là một game trong dòng "Groove on Fight", phần tiếp theo của sê-ri Power Instinct, mặc dù nhìn nhận hai trò chơi có rất ít điểm chung.
Trò chơi đặc biệt lấy các nhân vật từ những phương tiện truyền thông khác nhau, bao gồm anime, dating sim, các doujin khác, và linh vật của một công ty. Khi lần đầu chạy chương trình game, chỉ có 5 nhân vật hiện ra trong bảng điều khiển. Ba nhân vật tiếp theo sẽ được mở khóa xuất hiện theo tiến độ trò chơi, tổng cộng có 8 nhân vật có thể điều khiển được.
Các nhân vật ban đầu:
- Tsukimiya Ayu (trong Kanon)
- Ciel (trong Tsukihime)
- Dejiko (trong Di Gi Charat)
- Ecoco (linh vật của Tōhoku Electric Power Company)
- Mori Seika (trong Gunparade March)

Các nhân vật được mở khóa:
- Yumizuka Satsuki (trong Tsukihime)
- Minase Akiko (trong Kanon)
- Kurusugawa Ayaka (trong To Heart)

Có hai video flash do nhà thiết kế của game này và người đồng nhiệm trong Ragnarok Battle Offline, Shun-Pu Tei-Ko-Bo sản xuất, là "Glove on Fight" và "Glove on Fight 2".